# 蓋倫 (紐約州)
蓋倫（英語：Galen）是一個位於美國紐約州韋恩縣的鎮。

## 人口
根據2020年美國人口普查的數據，蓋倫的面積為155.55平方千米，當中陸地面積為104.05平方千米，而水域面積為1.50平方千米。當地共有人口4415人，而人口密度為每平方千米28人。